# 14.ª División de Granaderos SS
La 14.ª División de Granaderos Waffen SS (en alemán: 14. Waffen-Grenadier-Division der SS), también llamada 1.ª División SS Galitzia (galizische SS-Division Nr. 1), más conocida antes de 1944 como la 14.ª División de Voluntarios SS «Galitzia» (14. SS-Freiwilligen Division "Galizien") fue una formación militar de las Waffen-SS que combatió en la Segunda Guerra Mundial, compuesta predominantemente por militares voluntarios ucranianos de la zona de Galitzia, y posteriormente también eslovacos de esta región. Formada en 1943, fue destruida en gran parte en la ofensiva de Leópolis-Sandomierz y posteriormente reformada, entrando en acción contra los partisanos en Eslovaquia, Yugoslavia y Austria antes de pasar a llamarse Primera División del Ejército Nacional de Ucrania (en ucraniano: Перша Українська дивізія Української національної армії) y rendirse a los Aliados occidentales el 10 de mayo de 1945.

## Historial

Desfile de los voluntarios de la División, hacia mayo de 1943.

Tras la Operación Barbarroja las tropas de la Wehrmacht alemana entraron en Ucrania y hallaron allí un conjunto de grupos ultranacionalistas que se hallaban dispuestos a apoyar a los nazis para librarse del gobierno soviético liderado por Stalin; estos nacionalistas ucranianos se convirtieron en aliados de los alemanes y fuente de reclutas para suplir bajas en la Wehrmacht pese a la fuerte resistencia de Hitler al reclutamiento de soldados eslavos en las filas del Tercer Reich
Sus asesores militares de la Wehrmacht se mostraron más pragmáticos ante la elevada proporción de bajas entre las fuerzas alemanas. Heinrich Himmler, jefe máximo de las SS aprobó la creación de una unidad militar autónoma de las Waffen SS formada por ucranianos, tanto por quienes habían vivido bajo el régimen de la URSS estalinista o bajo la Segunda República de Polonia. Se creó así la 14.ª División de Granaderos Waffen-SS en abril de 1943, conocida informalmente como la División Galizien (en español a veces traducido como División Galicia de las SS), en tanto la mayor parte de sus reclutas iniciales venían de la región polaca de Galizia, habitada por una importante minoría ucraniana y que comprendía el importante centro urbano ucraniano de Lvov.
La División Galizien gozó del derecho a disponer de capellanes de la Iglesia Ortodoxa Ucraniana y de capellanes católicos de rito ucraniano, entrenándose en la localidad polaca de Sanok. Sin embargo, no sería hasta inicios de junio de 1944 cuando entró en combate en el Frente Oriental, estando en fase de entrenamiento hasta entonces. La División Galizien quedó conformada inicialmente por cerca de 11 000 hombres, mayoritariamente ucranianos, con oficiales alemanes en los principales puestos de mando.
A mediados de 1944, la División Galizien tiene se bautismo de fuego combatiendo en la zona de Brody y Tarnow (Ucrania Occidental), durante la Ofensiva Lvov-Sandomierz, en la cual sufre terribles bajas porque aunque contaba con las mismas clases de armas y servicios que cualquier unidad de las Waffen-SS los ataques soviéticos durante esta batalla causan serias pérdidas de hombres y material a la División Galizien, que combate cercada, en inferioridad numérica, sin apoyo aéreo y con apenas apoyo de blindados en una de las zonas más peligrosas del frente oriental durante esa época.
Debido al alto índice de bajas(solo el 20 % logra escapar de la bolsa), la división se recompone con nuevos reclutas y a inicios de octubre de 1944 es enviada a Eslovaquia para combatir la revuelta de partisanos antinazis ocurrida a fines de septiembre; tras aplastar esa insurrección, la División Galizien fue enviada a la zona limítrofe del norte de Eslovenia, también para combatir a los partisanos yugoslavos.
Al hacerse evidente la derrota alemana en abril de 1945, la División Galizien es replegada a la región austriaca en torno a Graz donde cumple el importante papel de defender un corredor entre las fuerzas alemanas y un ejército aislado. Para entonces la División Galizien se había recompuesto en el llamado Ejército Nacional de Ucrania. Poco antes de la capitulación alemana, la división emprende una apresurada retirada hacia las líneas aliadas(durante la cual el comandante Freitag se suicida), rindiéndose a las tropas británicas en Austria en mayo de 1945.
Durante toda la guerra hubo muchos roces entre los ucranianos y los alemanes en la división, pues los alemanes se quedaron con los mayores puestos en la división(incluso los de menor importancia), sumado a eso los ucranianos no tenían una buena opinión de su comandante, Freitag quien llegó a tratar de favorecer a divisiones alemanas antes que a las suya propia. Freitag, también gozaba de mala fama entre sus propios compañeros. A pesar de la mala relación, hubo muchos alemanes que se ganaron el respeto de los ucranianos, como el jefe del estado mayor de la división y El oficial Wilner quien llegó a ser comandante de uno de los regimientos de infantería de la división y al cual los ucranianos apodaron "papa". Aunque existió durante la guerra una tensión entre alemanes y ucranianos, la división Galitzia fue la división extranjera de las SS con menor cantidad de desertores, de los cuales la mayoría desertó a grupos serbios de chetniks o al UPA.

## Tras la guerra
Los reclutas de la División Galizien, acompañados por gran cantidad de refugiados ucranianos, fueron internados por los británicos en Italia, concentrados en torno a Rímini. En tanto muchísimos de estos soldados habían sido antaño ciudadanos de la Segunda República de Polonia, el general Władysław Anders, jefe de las tropas del Gobierno de Polonia en el exilio accedió a integrarlos bajo su jurisdicción a fines de 1945 para evitar así que fueran inmediatamente deportados a la URSS como si fueran antiguos ciudadanos soviéticos.
Casi la totalidad de sobrevivientes de la División Galizien y sus refugiados acompañantes quedaron excluidos de la orden de deportación a la URSS, instalándose la mayoría de estos veteranos en Canadá y EE. UU. a partir de 1946.
El 23 de septiembre de 2020, el Tribunal Supremo de Ucrania dictaminó que los símbolos de la División Galicia de las SS no están relacionados con el nazismo y, por tanto, no pueden prohibirse en el país. La misma afirmación fue realizada por el Instituto Ucraniano de Memoria Nacional, dirigido en aquel momento por Volodýmyr Viatróvych.